# Valadares (São Pedro do Sul)
Valadares is een plaats (freguesia) in de Portugese gemeente São Pedro do Sul en telt 1007 inwoners (2001).